# Чо Сюн Ху
Чо Сънг Хи (на корейски: 조승희, правопис по системата на Маккюн-Райшауер Seung-heu Cho) е южнокорейски студент и масов убиец в Технологическия университет на Блексбърг, Вирджиния.

## Преди убийството
Живял е в Сеул, Южна Корея в малък апартамент под наем, с родителите и сестра си . През 1992 г. заминават за САЩ.
Родителите на Чо живеят в Детройт, Мичиган, преди да се преместят в Сентърваил, Вирджиния. Чо има разрешение за постоянно пребиваване в САЩ . Учи в Технологическия университет на Вирджиния и живее с още 5 състуденти в стая № 2121 в общежитие Харпър Хол .

## Масово убийство
Рано сутринта в понеделник, 16 април 2007 г., Чо Сънг Хи отива в стая на 4 етаж в студентското общежитие West Ambler Johnston Hall и убива 2 души. След това се връща, за да се въоръжи и изпраща видеозапис и снимки на телевизионния канал NBC.
2 часа по-късно продължава плана си във факултета по инженерни науки в Норис Хол на другия край на университетския град. Там застрелва 30 души, след което се самоубива.

## Допълнителни данни
- Американската полиция проучва електронните архиви на младежа, включително неговата поща, записите на мобилния му телефон и съдържанието на персоналния му компютър. От особен интерес за разследващите е дали Чо е контактувал по е-пощата с Емили Хилшер, която е сред неговите първи 2 жертви.
- Южнокореецът е използвал 2 пистолета Walther P22 и Glock 19 и е изстрелял над 100 патрона.